# Цингулум

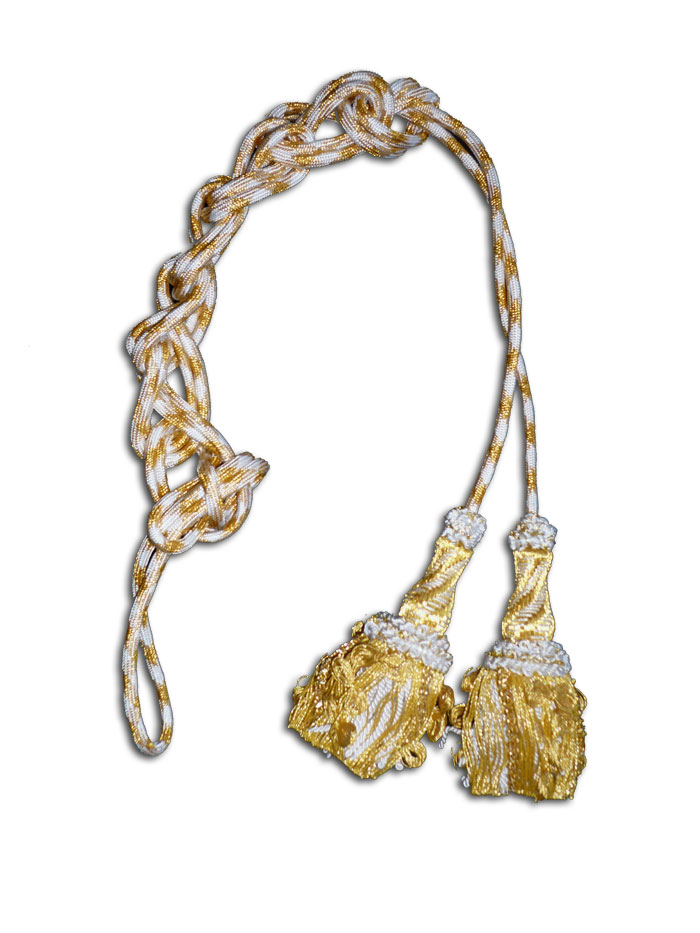
Белый цингулум

Цингулум (лат. Cingulum) — деталь литургического облачения римского-католического клирика, а также англиканских, лютеранских, методистских клириков. Цингулум является литургическим облачением, которое носят опоясанным вокруг тела и выше талии. Термин имеет 2 различных значения, используется обычно деление по конфессиональной линии, где контекст не указывает, какой смысл предназначен, двусмысленность можно избежать путём использования термина «пояс».

## Использование в Римско-католической церкви
В Римско-католической церкви цингулум является длинной верёвкой, как шнур с кистями или перекрученными концами, завязанным вокруг талии на внешней стороне альбы. Цвет может быть белым или может варьироваться в зависимости от цвета литургического сезона.